# Emil Bergholt
Emil Siersbæk Bergholt (født 25. august 1997 i Skjern) er en dansk håndboldspiller for Skjern Håndbold og det danske herrelandshold. Han er klubkaptajn for Skjern Håndbold.
Han kommer fra en håndboldfamilie med tætte rødder til klubben, hvor hans far, Henrik Bergholt, spillede 354 kampe. Hans bror, Viktor Bergholt, spiller også for klubben.

## Spillerkarriere
Bergholt startede som junior i Skjern Håndbold, og fik seniordebut i 2014. Her vandt han den danske pokalturnering 2 gange.
I 2017 tog han til TM Tønder, hvor han spillede i to sæsoner. Derfter skiftede han til Mors-Thy Håndbold. Her vandt han pokalturneringen for tredje gang i 2020.
I 2021 vendte han hjem til Skjern Håndbold. I marts 2025 blev det annonceret at fra 2026-27 vil han spille for tyske SG Flensburg-Handewitt. Flensburg-Handewitt aktiverede en frikøbsklausul på 135,000 euro for at hente ham.

### Landshold
Han debuterede for det danske herrelandshold d. 9. marts 2023 mod Tyskland, hvor han scorede ét mål. En måned senere blev han dog skadet, hvilket betød sæsonen var slut for ham.
Hans første slutrunde var VM i 2025, hvor Danmark vandt guld. Han startede turneringen som back-up, men fik mere og mere spilletid, som turneringen skred frem.